# José de Jesús Mapula
General José de Jesús Mapula fue un militar mexicano con idealismo villista que participó en la Revolución mexicana. Nació en Ojinaga, Chihuahua. Se incorporó al movimiento maderista al lado de Francisco Villa. Formó parte de su escolta de "Dorados". Participó en diversas acciones militares. Murió durante la toma de Zacatepec, defendida por las fuerzas del general Luis Medina Barrón, el 23 de junio de 1914. 